# Hvízdací jazyk

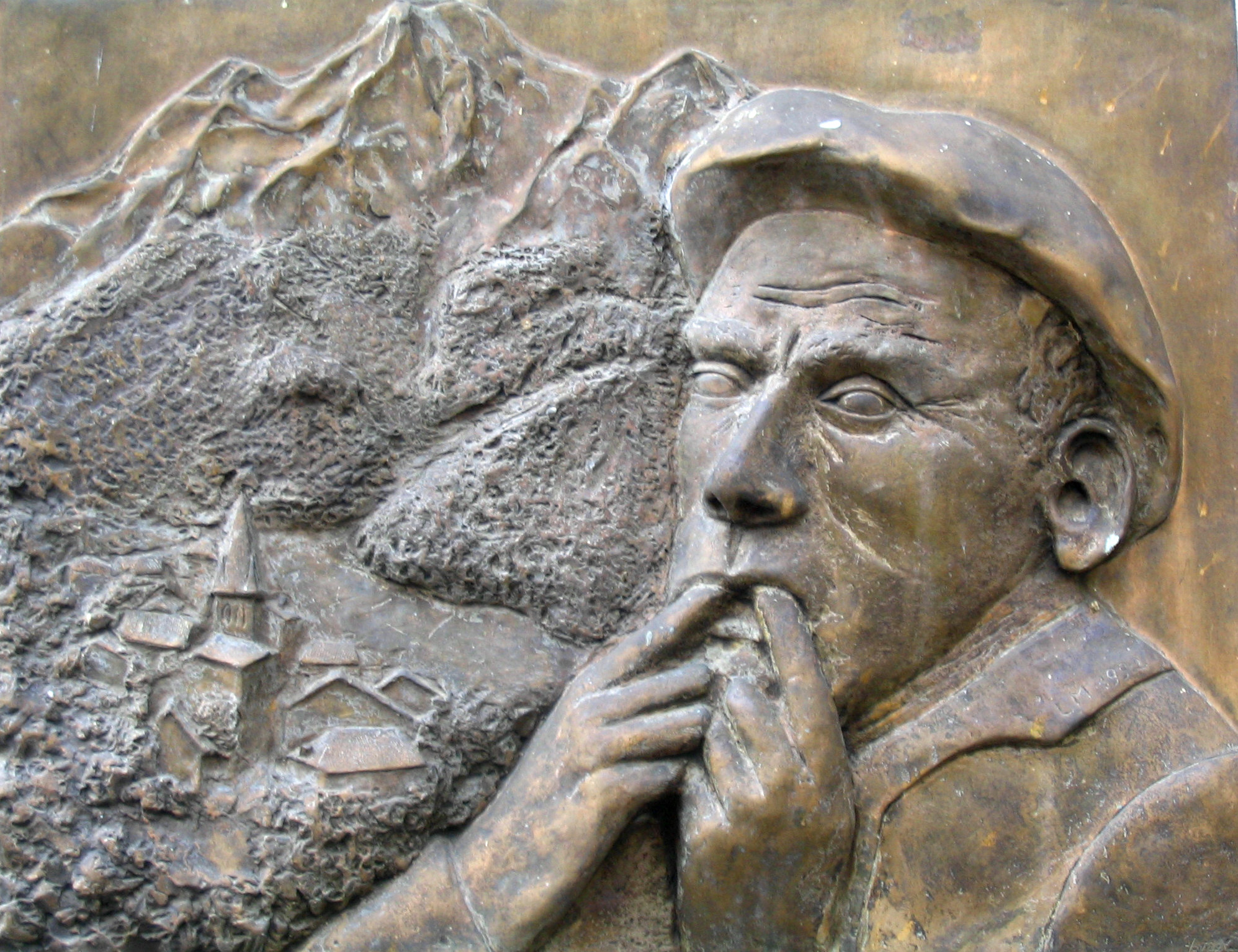
Pamětní deska odkazující na historii hvízdacího jazyka ve francouzské obci Aas

Hvízdací jazyk je jazyk, jehož základem nejsou hlásky, nýbrž hvízdání. Mnoho jazyků po celém světě má svou hvízdací variantu. Hvízdací jazyky vznikly za účelem dorozumívání se na delší vzdálenosti, hvízdání je totiž někdy slyšet až na vzdálenost 5 kilometrů.

## Seznam hvízdacích jazyků
- Silbo gomero, hvízdací verze španělštiny, používaná na Kanárském ostrově La Gomera. Dříve se hvízdací jazyky používaly i na dalších Kanárských ostrovech, hvízdacímu jazyku z ostrova El Hierro se říkalo silbo herreño.
- Hvízdací variantu má i brazilský indiánský jazyk pirahã.
- Hvízdací variantu má i bolivijský indiánský jazyk siriono.
- Hvízdací variantu má mnoho indiánských jazyků z Mexika, například nahuatl.
- V Turecku se používá hvízdací jazyk kuşköy, někdy zvaný řeč ptáků.
- Hvízdací variantu má i španělština používaná ve francouzské obci Aas v Pyrenejích.
- Hvízdací variantu má i řečtina používaná na ostrově Euboia.
- Hvízdací varianta jazyka Chepang z Nepálu.

Krom těchto mají hvízdací variantu i mnohé další jazyky, a to především z Afriky (hlavně oblast Západní Afriky), Severní Ameriky a Papuy Nové Guineje.

## Neuroligvistika
Neurolingvistikcký výzkum hvízdacích jazyků (konkrétně kuşköy a silbo gomero) potvrdil, že při používání hvízdacích jazyků lidský mozek používá obě hemisféry, přitom při používání normálních mluvených jazyků se používá především hemisféra levá.